# 豊明市消防本部
豊明市消防本部（とよあけししょうぼうほんぶ）は、かつて存在した消防本部。2018年3月31日に尾三消防組合に統合された。庁舎は豊明消防署として使用されている。

## 概要
- 消防本部：愛知県豊明市沓掛町
- 管内面積：23.18km2
- 職員定数：75人
- 消防署：1か所、出張所1か所
- 主力機械（2015年4月1日時点）
  - 普通消防ポンプ自動車：2
  - 水槽付消防ポンプ自動車：2
  - はしご付消防自動車：1
  - 屈折はしご付消防自動車：1
  - 化学消防自動車：1
  - 小型動力ポンプ付積載車：1
  - 高規格救急自動車：3
  - 救助工作車：1
  - 指揮車：1
  - 資機材搬送車：1
  - 特殊災害車：1

## 沿革
- 1972年8月1日 - 市制施行に伴い豊明市消防署を設置
- 1973年5月17日 - 豊明市三崎町に庁舎を移転
- 1998年4月1日 - 豊明市沓掛町に庁舎を移転
- 2009年 - 豊明市新栄町に南部出張所を設置
- 2018年3月31日 - 長久手市消防本部共々、廃止された。前述の通り、消防業務は尾三消防組合に引き継がれた。

## 組織
- 本部 - 消防総務課（庶務係、予防係、危険物係）
- 消防署 - 消防第1係、救急第1係、通信第1係、消防第2係、救急第2係、通信第2係、消防第3係、救急第3係、通信第3係

## 消防本部（消防署）
- 所在地 - 豊明市沓掛町宿234番地